# Polynôme de Hurwitz
Un polynôme de Hurwitz, ainsi nommé en l'honneur du mathématicien allemand Adolf Hurwitz, est un polynôme d’une variable à coefficients réels dont les racines sont toutes à partie réelle strictement négative. De tels polynômes jouent un rôle important dans la théorie des équations différentielles linéaires à coefficients constants ainsi qu'en automatique, pour l’analyse de la stabilité des systèmes dynamiques. Le critère de Routh-Hurwitz, détaillé plus bas, permet de tester cette stabilité. Il a été obtenu indépendamment par le mathématicien anglais Edward Routh en 1875 et par Hurwitz en 1895 et a été amélioré en 1914 par les mathématiciens français Liénard et Chipart dont le test de stabilité (également détaillé plus bas) est probablement le plus simple et le plus efficace. L'intérêt pour ces différents critères a été relancé dans les années 1980 par le théorème de Kharitonov (en). Le lecteur pourra trouver quelques éléments historiques aux articles Automatique et Stabilité de Lyapunov. Le Critère de Jury (en) est l'équivalent du critère de Routh-Hurwitz pour les systèmes à temps discret.

## Propriétés
Considérons un polynôme de degré {\displaystyle n} à coefficients réels et ses racines {\displaystyle z_{i}} réelles ou complexes (par couples de valeurs conjuguées dans ce cas). Les formes développée et factorisée sont les suivantes :
{\displaystyle P(z)=\sum _{i=0}^{n}a_{i}z^{i}=a_{n}\prod _{i=1}^{n}(z-z_{i})}.
Sans restreindre la généralité, supposons encore {\displaystyle a_{n}>0}.
On montre les propriétés suivantes :
1. Les coefficients d’un polynôme de Hurwitz sont > 0.
2. Si {\displaystyle P(z)} possède une racine réelle ≥ 0, alors au moins un coefficient est ≤ 0.
3. {\displaystyle P(z)} est de Hurwitz si et seulement si {\displaystyle R(z)=z^{n}P\left({\frac {1}{z}}\right)=\sum _{i=0}^{n}a_{n-i}\,z^{i}} l’est également.
4. Pour n > 1, soit {\displaystyle Q(z)} le polynôme de degré n(n-1)/2 dont les racines sont les sommes deux à deux des racines de {\displaystyle P(z)}, soit les {\displaystyle z_{i}+z_{j}} avec {\displaystyle i<j}. Alors {\displaystyle P(z)} est de Hurwitz si et seulement si les coefficients de {\displaystyle P(z)} et de {\displaystyle Q(z)} sont > 0[4].
5. Si les coefficients de {\displaystyle Q(z)} sont > 0, {\displaystyle P(z)} n’est pas nécessairement de Hurwitz.

### Preuves
1. Il suffit de développer la forme factorisée pour le montrer (en utilisant le coefficient de Newton).
2. Il suffit de constater que {\displaystyle R(z)=a_{n}\prod _{i=1}^{n}(1-zz_{i})}.
3. Au préalable, on vérifie que les coefficients de {\displaystyle Q(z)} sont réels.
  - La nécessité se déduit de l’application de 1 pour {\displaystyle P(z)} et de sa preuve pour {\displaystyle Q(z)}.
  - Pour la suffisance, on vérifie successivement à l’aide de 2 : a) les racines réelles de {\displaystyle P(z)} sont < 0 ; b) si une racine complexe de {\displaystyle P(z)} est à partie réelle ≥ 0, alors, en l’ajoutant à sa conjuguée, {\displaystyle Q(z)} possède une racine réelle ≥ 0, ce qui est exclu.
4. Un contre-exemple : {\displaystyle P(z)=(z-1)(z+2)^{2}} et {\displaystyle Q(z)=(z+4)(z+1)^{2}}.

## Conditions supplémentaires
En plus de satisfaire la propriété 1 ci-dessus sur la positivité des coefficients, d’autres conditions sont nécessaires pour assurer qu’un polynôme est de Hurwitz :
- {\displaystyle n<3} : pas d'autre condition[5]
- {\displaystyle n=3} : ajouter {\displaystyle a_{1}a_{2}-a_{0}a_{3}>0\ }
- {\displaystyle n=4} : ajouter {\displaystyle a_{2}a_{3}-a_{1}a_{4}>{\frac {a_{3}^{2}a_{0}}{a_{1}}}\ } qui s’écrit aussi {\displaystyle a_{1}a_{2}-a_{0}a_{3}>{\frac {a_{1}^{2}a_{4}}{a_{3}}}\ }
- {\displaystyle n>4} : ajouter plus d’une condition (cf tableaux de Routh ci-dessous).

Remarques :
- La condition pour {\displaystyle n=3} se retient aisément par des considérations énergétiques (voir l'article filtre électrique linéaire).
- La condition pour {\displaystyle n=4} doit converger vers celle pour {\displaystyle n=3} lorsque {\displaystyle a_{4}} est quasi nul[6].

## Cas général: le théorème deRouth-Hurwitz

### Critère de Routh
Ce tableau est une construction numérique basée sur les coefficients {\displaystyle a_{i}} du polynôme dont les éléments permettent de vérifier un critère donnant une condition nécessaire et suffisante pour que le polynôme soit de Hurwitz.
Bien que le concept conserve toute sa pertinence, le critère décrit ici a significativement perdu de son importance en pratique avec l’avènement des moyens de calcul rapide : pour un polynôme dont les coefficients sont connus, il est en effet préférable de déterminer numériquement ses racines (car elles donnent des indications nuancées sur la stabilité), au lieu de mettre en œuvre le critère ne permettant que de trancher.
Pour un polynôme de degré n, ce tableau est une matrice {\displaystyle C} comportant n+1 lignes et au moins (n+1)/2 colonnes.
Les éléments des deux premières lignes {\displaystyle C_{i,j}} sont directement issues des coefficients, alors que les éléments des suivantes se déterminent par des calculs de déterminants :
- La 1re ligne du tableau, indexée par {\displaystyle z^{n}}, comporte les coefficients {\displaystyle a_{n}}, {\displaystyle a_{n-2}}, …  soit {\displaystyle C_{1,j}=a_{n+2-2j}.}
- La 2e ligne du tableau, indexée par {\displaystyle z^{n-1}}, comporte les coefficients {\displaystyle a_{n-1}}, {\displaystyle a_{n-3}}, … soit {\displaystyle C_{2,j}=a_{n+1-2j}.}
- Pour la ligne i, indexée par {\displaystyle z^{n-i}}, les éléments satisfont la relation récurrente suivante : {\displaystyle C_{i+1,j}={\frac {C_{i-1,j+1}\ C_{i,1}-C_{i-1,1}\ C_{i,j+1}}{C_{i,1}}}.}

Lorsque cette relation fait référence à des éléments qui sont hors de la matrice (j trop grand), ces derniers sont remplacés par 0.
Ce procédé conduit au tableau suivant :
| {\displaystyle z^{n}}   | {\displaystyle C_{1,1}=a_{n}\ }                                                                             | {\displaystyle C_{1,2}=a_{n-2}\ }                                                                           | {\displaystyle C_{1,3}=a_{n-4}\ }                                                                           | {\displaystyle C_{1,4}=a_{n-6}\ } |
| {\displaystyle z^{n-1}} | {\displaystyle C_{2,1}=a_{n-1}\ }                                                                           | {\displaystyle C_{2,2}=a_{n-3}\ }                                                                           | {\displaystyle C_{2,3}=a_{n-5}\ }                                                                           | {\displaystyle C_{2,4}=a_{n-7}\ } |
| {\displaystyle z^{n-2}} | {\displaystyle C_{3,1}={\frac {-1}{C_{2,1}}}{\begin{vmatrix}C_{1,1}&C_{1,2}\\C_{2,1}&C_{2,2}\end{vmatrix}}} | {\displaystyle C_{3,2}={\frac {-1}{C_{2,1}}}{\begin{vmatrix}C_{1,1}&C_{1,3}\\C_{2,1}&C_{2,3}\end{vmatrix}}} | {\displaystyle C_{3,3}={\frac {-1}{C_{2,1}}}{\begin{vmatrix}C_{1,1}&C_{1,4}\\C_{2,1}&C_{2,4}\end{vmatrix}}} | …                                 |
| {\displaystyle z^{n-3}} | {\displaystyle C_{4,1}={\frac {-1}{C_{3,1}}}{\begin{vmatrix}C_{2,1}&C_{2,2}\\C_{3,1}&C_{3,2}\end{vmatrix}}} | {\displaystyle C_{4,2}={\frac {-1}{C_{3,1}}}{\begin{vmatrix}C_{2,1}&C_{2,3}\\C_{3,1}&C_{3,3}\end{vmatrix}}} | … | …                                 |
| {\displaystyle z^{n-4}} | {\displaystyle C_{5,1}={\frac {-1}{C_{4,1}}}{\begin{vmatrix}C_{3,1}&C_{3,2}\\C_{4,1}&C_{4,2}\end{vmatrix}}} | … | … | …                                 |

Critère de Routh — En supposant ici encore que {\displaystyle a_{n}>0}, le polynôme est de Hurwitz si et seulement si les n+1 éléments de la première colonne sont tous > 0.
Remarque :
Concernant les unités physiques dans le cas d’un système dynamique, celles de {\displaystyle a_{i}} sont {\displaystyle [T^{i}]} où {\displaystyle T} est le temps. Partant de {\displaystyle C_{1,1}} dont l’unité est {\displaystyle [T^{n}]}, chaque élément de la matrice {\displaystyle C} est d’unité homogène, ce qui permet un contrôle sur le traitement numérique. L’unité de {\displaystyle C_{i,j}} étant {\displaystyle [T^{n+3-i-2j}]}, on perd ainsi :
- deux unités en progressant d’une colonne,
- une unité en progressant d’une ligne.

Si l’un des éléments en première colonne est nul ({\displaystyle C_{i,1}=0}), le calcul des {\displaystyle C_{i+1,1}} est impossible et le cas est dit « singulier ». C'est par exemple le cas du polynôme 
{\displaystyle P(z)=z^{4}+z^{3}+2z^{2}+2z+1}
qui a deux paires de racines complexes conjuguées, l'une à partie réelle positive, l'autre à partie réelle négative. Le critère de Routh est une conséquence du théorème de Routh ci-dessous:
Théorème de Routh — Si le cas est non singulier ({\displaystyle C_{i,1}\neq 0,i=1,2,...}), {\displaystyle P(z)} n'a pas de racines imaginaires et le nombre de ses racines appartenant au demi-plan droit est égal à {\displaystyle V\left(\left\{C_{1,1},C_{2,1},...,C_{n,1}\right\}\right)} où {\displaystyle V\left(.\right)} désigne le nombre de changements de signe dans la suite finie entre parenthèses.

### Remarque sur les singularités (1)
Une singularité {\displaystyle C_{i,1}=0} où les {\displaystyle C_{i,j}(j=2,3,...)} sont non nuls est dite du « premier type ». On peut contourner ce type de singularité en remplaçant l'égalité {\displaystyle C_{i,1}=0} par {\displaystyle C_{i,1}=\varepsilon } où {\displaystyle \varepsilon >0} est une quantité « infiniment petite », puis en continuant les calculs (« méthode du {\displaystyle \varepsilon } de Routh »). S'il n'y a que des singularités de ce type, {\displaystyle P(z)} n'a pas de racines imaginaires et l'énoncé ci-dessus du théorème de Routh reste valable. La singularité du polynôme {\displaystyle P(z)=z^{4}+z^{3}+2z^{2}+2z+1} est de ce type.
Le cas d'une singularité du « second type », c'est-à-dire qui n'est pas du premier type, est plus complexe. Une telle singularité se caractérise par le fait que toute une ligne de {\displaystyle C_{i,j}\left(j=1,2,3,...\right)} est nulle. C'est le cas du polynôme 
{\displaystyle P(z)=z^{10}+z^{9}-z^{8}-2z^{7}+z^{6}+3z^{5}+z^{4}-2z^{3}-z^{2}+z+1}
qui a une racine réelle {\displaystyle <0}, 2 paires de racines complexes à partie réelle {\displaystyle <0}, et 2 paires de racines complexes à partie réelle {\displaystyle >0}. C'est également le cas du polynôme
{\displaystyle P(z)=z^{6}+z^{5}+3z^{4}+3z^{3}+3z^{2}+2z+1}
qui a 2 racines complexes conjuguées à partie réelle {\displaystyle <0}, 2 racines complexes conjuguées à partie réelle {\displaystyle >0}, et les deux racines imaginaires pures {\displaystyle i,-i}.

### Critère de Hurwitz
Les coefficients du polynôme permettent de définir une matrice explicitée dans l’article sur les déterminants de Hurwitz.
Considérons le polynôme
{\displaystyle R\left(z\right)=\sum \limits _{i=0}^{n}a_{i}z^{n-i}=a_{0}z^{n}+a_{1}z^{n-1}+....+a_{n}}
où l'on suppose {\displaystyle a_{0}>0} sans perte de généralité. Dans certains ouvrages, plutôt que la matrice de Hurwitz associée à ce polynôme, on considère (de manière équivalente) sa transposée {\displaystyle {\mathfrak {H}}} donnée par
{\displaystyle {\mathfrak {H}}=\left[{\begin{array}{cccccc}a_{1}&a_{0}&0&0&\cdots &0\\a_{3}&a_{2}&a_{1}&a_{0}&&0\\a_{5}&a_{4}&a_{3}&a_{2}&&0\\\vdots &\vdots &\ddots &a_{4}&\ddots &\vdots \\&&&&\ddots &a_{n-2}\\0&0&0&0&\cdots &a_{n}\end{array}}\right]}
que l'on construit colonne par colonne en notant la particularité des diagonales. Le critère de Hurwitz peut s'énoncer comme suit :
Critère de Hurwitz — Le polynôme est de Hurwitz si et seulement si les n mineurs principaux
{\displaystyle \Delta _{i}={\begin{vmatrix}a_{1}&a_{0}&0&\cdots &0\\a_{3}&a_{2}&a_{1}&&\vdots \\a_{5}&a_{4}&a_{3}&\ddots &\\\vdots &\vdots &\vdots &\ddots &a_{i-2}\\\cdots &\cdots &\cdots &\cdots &a_{i}\\\end{vmatrix}}}
{\displaystyle (i=1,...,n)} sont tous {\displaystyle >0}.
On a de plus le résultat suivant :
Lemme — Soit {\displaystyle C_{i,1}\left(i=1,2,...\right)} les éléments de la première colonne du tableau de Routh de {\displaystyle R\left(z\right)}. Alors 
{\displaystyle \Delta _{1}=C_{1,1},\Delta _{2}=C_{1,1}C_{2,1},...,\Delta _{i}=C_{1,1}...C_{i,1}}.
En utilisant le théorème de Routh, on en déduit le
Théorème de Routh-Hurwitz — Un cas est singulier si, et seulement si un de ces mineurs principaux {\displaystyle \Delta _{i}} {\displaystyle \left(i\in \left\{1,...,n\right\}\right)} est nul. Dans un cas non singulier, il n'y a pas de racines imaginaires pures et le nombre de racines à partie réelle {\displaystyle >0} est égal à 
{\displaystyle V\left(\left\{1,\Delta _{1},{\frac {\Delta _{2}}{\Delta _{1}}},...,{\frac {\Delta _{n}}{\Delta _{n-1}}}\right\}\right)=V\left(\left\{1,\Delta _{1},\Delta _{3},...\right\}\right)+V\left(\left\{1,\Delta _{2},\Delta _{4},...\right\}\right)}.
où {\displaystyle V\left(.\right)} désigne le nombre de changements de signe dans la suite finie entre parenthèses. Les cas singuliers du premier type sont ceux pour lesquels un seul des {\displaystyle \Delta _{i}} est nul. Ces cas peuvent être traités en adaptant la « méthode du {\displaystyle \varepsilon } » de Routh.
La matrice de Hurwitz, ou de manière équivalente la matrice {\displaystyle {\mathfrak {H}}}, est plus simple à déterminer que le tableau de Routh. Dans certains cas, néanmoins, le calcul des mineurs {\displaystyle \Delta _{i}} nécessiterait plus d'opérations, inconvénient qui pourrait être pallié par le critère ci-dessous :

### Critère de Liénard et Chipart
Critère de Liénard et Chipart — Soit le polynôme {\displaystyle R(z)} ci-dessus où {\displaystyle a_{i}>0,i=0,1,...,n}. (i) L'une quelconque des deux conditions ci-dessous est nécessaire et suffisante pour que {\displaystyle R(z)} soit un polynôme de Hurwitz:
(1) {\displaystyle \Delta _{1}>0,\Delta _{3}>0,...,\Delta _{2k+1}>0,...,}
(2) {\displaystyle \Delta _{2}>0,\Delta _{4}>0,...,\Delta _{2k}>0,...,}.
(ii) Dans le cas non singulier, le nombre de racines de {\displaystyle R(z)} à partie réelle {\displaystyle >0} est égal à
{\displaystyle 2V\left(\left\{1,\Delta _{1},\Delta _{3},...\right\}\right)=2V\left(\left\{1,\Delta _{2},\Delta _{4},...\right\}\right)}.
(avec la notation déjà utilisée).
(iii) Dans un cas singulier du premier type, si l'une des suites finies ci-dessus ne prend pas la valeur 0, et si {\displaystyle \delta } désigne cette suite, le nombre de racines de {\displaystyle R(z)} à partie réelle {\displaystyle >0} est égal {\displaystyle 2V\left(\delta \right)}.
En conséquence, si les mineurs principaux d'ordre pair de la matrice de Hurwitz (ou, de manière équivalente, de  {\displaystyle {\mathfrak {H}}}) sont tous {\displaystyle >0}, ceux d'ordre impair le sont aussi et réciproquement. Par ailleurs, si les {\displaystyle a_{i}} sont tous {\displaystyle >0} et l'une des suites finies ci-dessus ne prend pas la valeur 0 (suite notée {\displaystyle \delta }), le nombre de racines à partie réelle {\displaystyle >0} de {\displaystyle R(z)} est nécessairement pair.

### Remarque sur les singularités (2)
- Le critère de Liénard et Chipart fait « disparaître » les singularités du premier type, sans qu'il soit nécessaire de recourir à la « méthode du {\displaystyle \varepsilon } » de Routh. Si par exemple

{\displaystyle R(z)=z^{4}+z^{3}+2z^{2}+2z+1},
on vérifie facilement que {\displaystyle \Delta _{1}=1,\Delta _{2}=0,\Delta _{3}=\Delta _{4}=-1}. Donc {\displaystyle \delta =\left\{1,\Delta _{1},\Delta _{3}\right\}=\left\{1,1,-1\right\}} et le nombre de racines de {\displaystyle R(z)} à partie réelle {\displaystyle >0} est {\displaystyle 2V\left(\delta \right)=2}.
- En revanche, les singularités du second type subsistent. Parmi celles-ci, on rencontre celles pour lesquelles le polynôme {\displaystyle R(z)} a des racines imaginaires (voir Gantmacher 1966, Chap. XV, §§ 4, 8). Soit par exemple

{\displaystyle R(z)=z^{3}+\alpha z^{2}+\omega ^{2}z+\alpha \omega ^{2}}.
avec {\displaystyle \alpha \omega \neq 0}. On a {\displaystyle \Delta _{1}=\alpha ,\Delta _{2}=\Delta _{3}=0}, et l'on a donc une singularité du second type. On peut raisonner de la manière suivante : si l'on remplace z par {\displaystyle z+\eta ,\eta \neq 0}, on constate, en négligeant les termes en {\displaystyle o(\eta )}, que cette fois {\displaystyle \Delta _{2}} est du signe de {\displaystyle \eta }, et que {\displaystyle \Delta _{3}} est du signe de {\displaystyle \eta \alpha }. On en déduit donc que le polynôme {\displaystyle R(z)} a pour racines {\displaystyle -\alpha } et deux complexes imaginaires purs conjugués. On vérifie du reste que {\displaystyle R(z)=\left(z+\alpha \right)\left(z^{2}+\omega ^{2}\right)}.
Néanmoins, il existe des polynômes qui n'ont pas de racines imaginaires et qui présentent une singularité du second type (bien entendu, ces polynômes ne sont pas de Hurwitz). C'est par exemple le cas du polynôme
{\displaystyle R(z)=2z^{5}+2z^{4}+z^{3}+z^{2}+4z+4}
qui a pour racines {\displaystyle -1}, et des racines complexes conjuguées {\displaystyle \alpha \pm i\beta } et {\displaystyle -\alpha \pm i\beta ,\alpha \neq 0}.
- On peut déterminer le nombre de racines à partie réelle positive d'un polynôme quelconque (par exemple celui qui précède) grâce à un « tableau de Routh étendu », sans recourir à la « méthode du {\displaystyle \varepsilon } » ni à aucun artifice de ce type[7].

## Application auxéquations différentielles
Considérons l’équation différentielle linéaire à coefficients constants suivante :
{\displaystyle \sum _{j=0}^{m}b_{j}\;y^{(j)}(t)=0.}
On dit que le point d'équilibre 0 est exponentiellement stable si, pour des conditions initiales quelconques, la solution converge exponentiellement vers 0 lorsque t tend vers l’infini.
Soit {\displaystyle H(p)=\sum _{j=0}^{m}b_{j}\;p^{j}} le polynôme caractéristique de cette équation. D'après un théorème classique, la solution {\displaystyle y(t)} est une combinaison de termes du type {\displaystyle t^{k_{i}-1}e^{z_{i}t}} où les {\displaystyle z_{i}} sont les racines distinctes de {\displaystyle H(p)} et les {\displaystyle k_{i}} sont des entiers prenant toutes les valeurs entre 1 et l'ordre de multiplicité de la racine {\displaystyle z_{i}}. On en déduit la
Condition nécessaire et suffisante de stabilité exponentielle — Le point d'équilibre 0 est exponentiellement stable si et seulement si {\displaystyle H(p)} est un polynôme de Hurwitz.